# Ordovikové

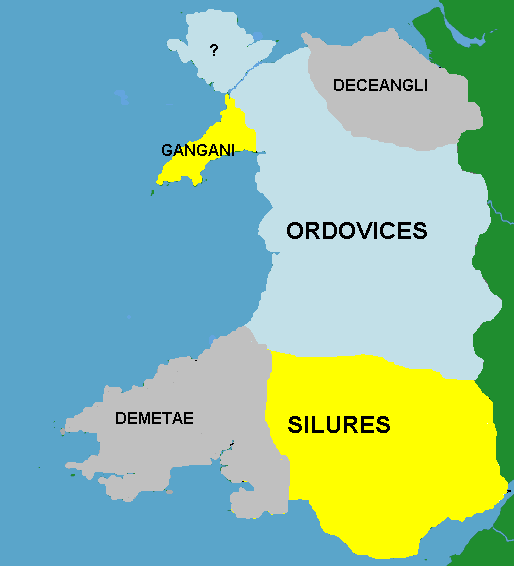
Osídlení území současného Walesu původními kmeny v době vpádu Římanů do Británie. Vymezení hranic je přibližné.

Ordovikové (ve staré britonštině Ordowīcī) byli jedním z keltských kmenů žijících na západě ostrova Velká Británie (území dnešního Walesu) před vpádem Římanů. Jejich sousedy byli na jihu Silurové a na severovýchodě Deceangliové. Jejich území bylo ovládnuto Římany při vojenském tažení na přelomu let 77 až 78. 
Keltské jméno *ordo-wik- mohlo být odvozeno od keltského slova pro kladivo. 
Ordovikové se věnovali zemědělství, chovali ovce a stavěli opevněné tvrze a hradiště. Byli jedním z mála britských kmenů, které vzdorovaly vpádu Římanů. Jejich obranu organizoval především Caratacus, který unikl ze svého panství poté, co byl Římany poražen v bitvě u řeky Medway. Caratacus byl vůdcem vojenské obrany jak Ordoviků, tak i Silurů. Po bitvě u Caer Caradoc, ve které Římané zvítězili, ukončili Ordovikové, zřejmě z důvodu velkých ztrát, vojenský odpor proti Římanům. 
Okolo roku 70 se Ordovikové znovu proti Římanům vzbouřili a zničili oddíl jezdectva. Tento útok vyvolal odpovídající reakci Římanů, kteří se podle Tacita rozhodli Ordoviky vyhubit. 
O Ordovicích neexistují v historických pramenech další zmínky. Nicméně není pravděpodobné, že by se s ohledem na charakter území, které obývali, podařilo Římanům zabít všechny příslušníky kmene. 